# Kiss Alive/35 World Tour
Kiss Alive/35 World Tour è un tour intrapreso dal gruppo hard rock Kiss tra il 16 marzo 2008 e il 31 agosto 2008. Durante questo tour i Kiss ritornarono a suonare in Europa dopo nove anni di assenza programmando anche due date in Italia, all'Arena di Verona il 13 maggio e al Mediolanum Forum di Milano il 24 giugno.

## Date e tappe

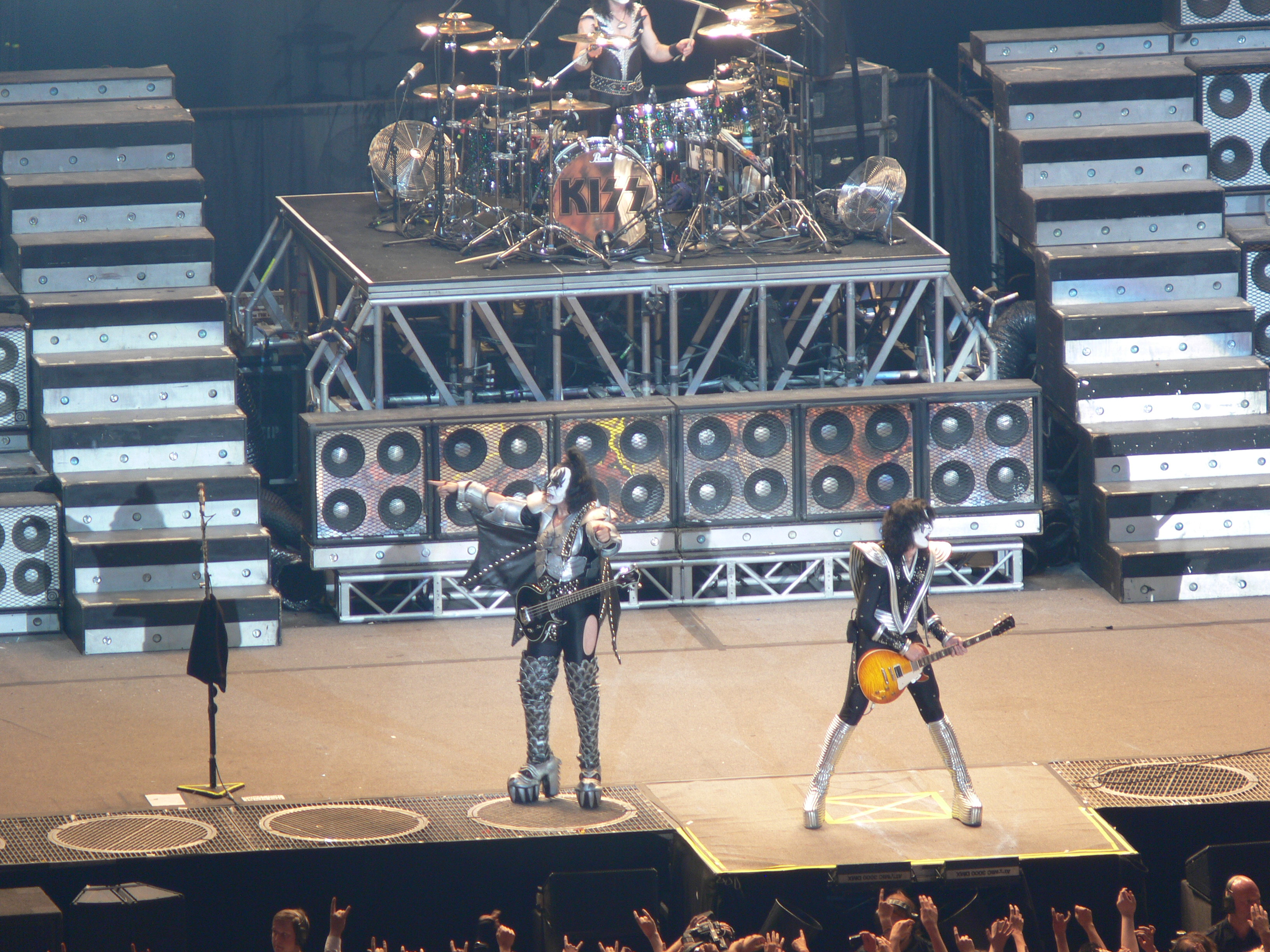
I Kiss durante una delle due date a Helsinki

## Date e tappe[1]
| Data                   | Città             | Stato           | Luogo                                 |
| Oceania                | Oceania           | Oceania         | Oceania                               |
| ---------------------- | ----------------- | --------------- | ------------------------------------- |
| 16 marzo 2008          | Melbourne         | Australia       | Circuito del Gran Premio di Melbourne |
| 18 marzo 2008          | Brisbane          | Australia       | Brisbane Entertainment Center         |
| 20 marzo 2008          | Sydney            | Australia       | Acer Arena                            |
| 22 marzo 2008          | Wellington        | Nuova Zelanda   | Rock2Wgtn                             |
| Europa                 |                   |                 |                                       |
| 9 maggio 2008          | Oberhausen        | Germania        | König-Pilsener Arena                  |
| 11 maggio 2008         | Monaco di Baviera | Germania        | Olympiahalle                          |
| 12 maggio 2008         | Vienna            | Austria         | Wiener Stadthalle                     |
| 13 maggio 2008         | Verona            | Italia          | Arena di Verona                       |
| 15 maggio 2008         | Belgrado          | Serbia          | Stadium Tašmajdan                     |
| 16 maggio 2008         | Sofia             | Bulgaria        | Akademik Stadium                      |
| 18 maggio 2008         | Atene             | Grecia          | Terra Vibe Park                       |
| 22 maggio 2008         | Riga              | Lettonia        | Arena Riga                            |
| 24 maggio 2008         | Mosca             | Russia          | Olympic Arena                         |
| 26 maggio 2008         | San Pietroburgo   | Russia          | Ice Palace                            |
| 27 maggio 2008         | Helsinki          | Finlandia       | Hartwall Areena                       |
| 28 maggio 2008         | Helsinki          | Finlandia       | Hartwall Areena                       |
| 30 maggio 2008         | Stoccolma         | Svezia          | Stockholms Stadion                    |
| 31 maggio 2008         | Oslo              | Norvegia        | Vallhall Arena                        |
| 1 giugno 2008          | Bergen            | Norvegia        | Koengen                               |
| 3 giugno 2008          | Copenaghen        | Danimarca       | Copenhagen Forum                      |
| 4 giugno 2008          | Amburgo           | Germania        | Color Line Arena                      |
| 6 giugno 2008          | Praga             | Repubblica Ceca | Sazka Arena                           |
| 9 giugno 2008          | Berlino           | Germania        | Velodrom                              |
| 10 giugno 2008         | Mannheim          | Germania        | SAP Arena                             |
| 11 giugno 2008         | Oberhausen        | Germania        | König-Pilsener Arena                  |
| 13 giugno 2008         | Castle Donington  | Inghilterra     | Download Festival                     |
| 15 giugno 2008         | Nimega            | Paesi Bassi     | Arrow Rock Festival                   |
| 17 giugno 2008         | Parigi            | Francia         | Palais Omnisports de Paris-Bercy      |
| 18 giugno 2008         | Stoccarda         | Germania        | Schleyerhalle                         |
| 21 giugno 2008         | Bilbao            | Spagna          | Bilbao Kobetasonik Festival           |
| 23 giugno 2008         | Zurigo            | Svizzera        | Hallenstadion                         |
| 24 giugno 2008         | Milano            | Italia          | Mediolanum Forum                      |
| 26 giugno 2008         | Lussemburgo       | Lussemburgo     | Rockhal                               |
| 27 giugno 2008         | Norimberga        | Germania        | Nuremberg Arena                       |
| 28 giugno 2008         | Dessel            | Belgio          | Graspop Metal Meeting                 |
| America Settentrionale |                   |                 |                                       |
| 4 agosto 2008          | Sturgis           | Stati Uniti     | Rock'n The Rally                      |
| 29 agosto 2008         | Las Vegas         | Stati Uniti     | Pearl Concert Theater                 |
| 30 agosto 2008         | Lake Tahoe        | Stati Uniti     | Harvey's Outdoor Arena                |
| 31 agosto 2008         | Kelseyville       | Stati Uniti     | Konocti Harbor Resort                 |

## Scaletta
| 1. Deuce 2. Shout It Out Loud 3. C'mon And Love Me 4. Lick It Up 5. I Love It Loud 6. Calling Dr. Love 7. Shock Me 8. Let Me Go, Rock 'N Roll 9. Firehouse 10. 100,000 Years 11. God Of Thunder 12. Black Diamond 13. Love Gun 14. Detroit Rock City 15. Shandi 16. I Was Made For Lovin' You | 1. Deuce 2. Strutter 3. Got To Choose 4. Hotter Than Hell 5. Nothin' To Lose 6. C'mon And Love Me 7. Parasite 8. She 9. 100,000 Years 10. Cold Gin 11. Let Me Go, Rock 'N Roll 12. Black Diamond 13. Rock And Roll All Nite 14. Shout It Out Loud 15. Lick It Up 16. I Love It Loud 17. I Was Made For Lovin' You 18. Love Gun 19. Detroit Rock City |

## Formazione
- Gene Simmons - basso, voce
- Paul Stanley - chitarra ritmica, voce
- Eric Singer - batteria, voce
- Tommy Thayer - chitarra solista, voce